# Словенска биография
„Словенска биография“ (на словенски: Slovenska biografija) е уеб портал, биографичен речник на словенски език, създаден през 2013 г. от Словенската академия на науките и изкуствата и Научноизследователския център на Словенската академия на науките и изкуствата. Порталът обединява три публикувани по-рано словенски биографични сборника: Словенски биографски лексикон (1925 – 1991), Приморски словенски биографски лексикон (1974 – 1994) и Нови словенски биографски лексикон, с първи том A от 2013 г. и трети том B от 2018 г. Той цели да събере на едно място биографиите на най-значимите словенци от Словения и света. Информацията е актуализирана редовно.